# Leopold von Hoverbeck
Leopold Maximilian Freiherr von Hoverbeck, född 25 juli 1822 i Nickelsdorf vid Allenstein i Ostpreussen, död 12 augusti 1875 i Gersau i Schweiz, var en tysk politiker.
Hoverbeck blev 1858 som ostpreussisk godsägare i ledamot av preussiska deputeradekammaren, där han tog en framstående del i den kamp, som Deutsche Fortschrittspartei (bildat 1861) förde mot Otto von Bismarck 1862–66. År 1866 uppstod söndring inom partiet, och en del därav bildade det Deutsche Nationalliberale Partei, men Hoverbeck blev tillsammans med Rudolf Virchow och Benedict Waldeck ledare för det sammansmälta framstegspartiet. Från 1867 tillhörde Hoverbeck Nordtyska förbundets riksdag och från 1871 tyska riksdagen. Ludolf Parisius författade biografin "Leopold Freiherr von Hoverbeck" (två band, 1897–1900).